# Оливник рудоволий
Оли́вник рудоволий (Hypsipetes philippinus) — вид горобцеподібних птахів родини бюльбюлевих (Pycnonotidae). Ендемік Філіппін.

## Підвиди
Виділяють три підвиди:
- H. p. parkesi duPont, 1980 — острів Буріас;
- H. p. philippinus (Sharpe, 1900) — північ Філіппін;
- H. p. saturatior Moreau, 1941 — схід і південь Філіппін.

Міндорійські, візаянські і мінданайські оливники раніше вважалися підвидами рудоволого оливника, однак були визнані окремими видами.

## Поширення і екологія
Рудоволі оливники живуть в рівнинних і гірських вологих тропічних лісах, на полях і плантаціях.